# جريشة

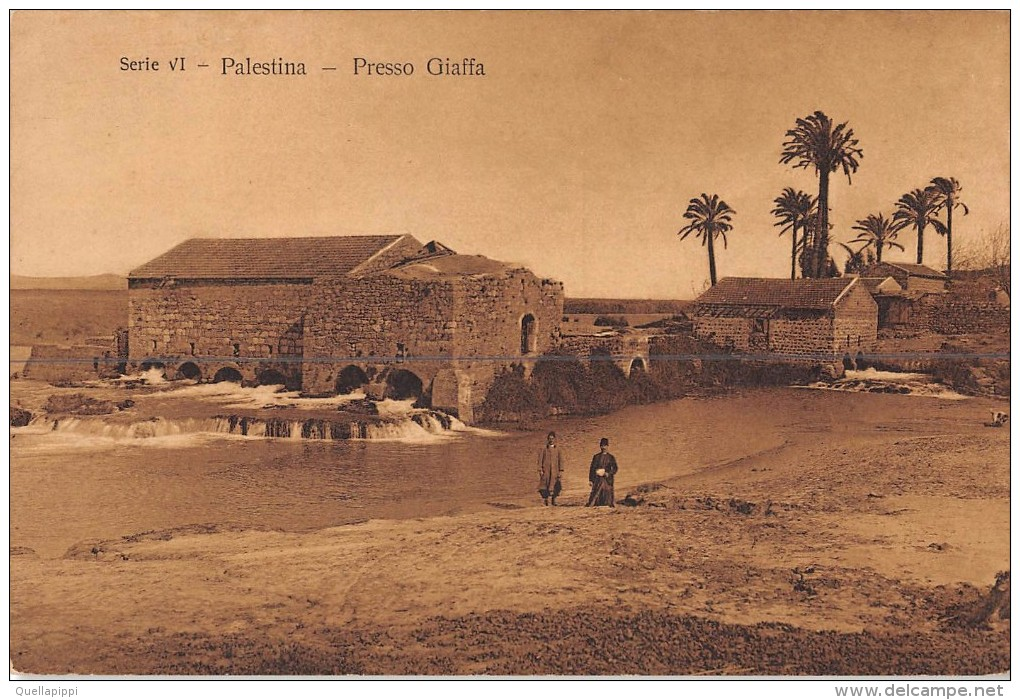
قرية جريشة عام 1920

قرية جريشة ويطلق عليها اسم (إجريشه)

## التاريخ المبكر للقرية
يعود تاريخ البلدة الفلسطينية إلى القرن الثاني عشر قبل الميلاد، ففي العصر البرونزي الأوسط (2000- 1500ق.م. ) كان في موقع القرية أحد مدن الهكسوس الحصينة.
في سنة 1596 م. كانت جريشة قرية في ناحية بني صعب (لواء نابلس), وعدد سكانها 121 نسمة. وكانت تؤدي الضرائب على الجواميس والماعز وخلايا النحل. في أواخر القرن التاسع عشر كانت جريشة قرية مبنية بالطوب، ويحف بها بستان زيتون. وكان لها بئر خاصة وطاحونة.

## اسم القرية
يعتقد أن اسم القرية مشتق من فعل جرش، نظرا إلى كونها تقع بالقرب من بعض طواحين الحبوب.

## موقع القرية
كانت القرية قائمة فوق تل منخفض في السهل الساحلي الأوسط، على الضفة الجنوبية لنهر العوجا، وتتصل بكل من يافا وحيفا بواسطة الطريق العام الممتد بين هاتين المدينتين. وكانت تبعد 200 متر فقط عن تل جريشة، الموقع الأثري الذي يعود تاريخه إلى أوائل العصر البرونزي الثاني (2800-2600 ق.م.). 

## القرية قبل الاحتلال
سكان القرية كلهم من المسلمين. وكانت جريشة بموقعها الملائم قرب نهر العوجا، وبمقاهيها ومنتزهاتها وحدائقها تجتذب سكان يافا الذين كانوا يقصدونها للتنزه. وكان شكلها العام مستطيلا ومنازلها مبنية بالأسمنت والحجارة والطوب. وكان سكانها يعملون في قطاع الخدمات، لكنهم كانوا يعملون أيضا بزراعة الفاكهة والخضروات. في 1944\1945, كان ما مجموعه 302 من الدونمات مخصصا للحمضيات والموز، و 89 دونما مرويا أو مستخدما للبساتين.

## عائلات القرية
من العائلات التي سكنت القرية : عائلة السحلوب، عائلة حجاج، عائلة سليم، عائلة البحراوي.

## احتلال القرية
يعتقد ان القرية تأثرت بالحوادث التي جرت في قرية الشيخ مونس المتاخمة. اذ ان بعد تسلل مجموعة من العصابة إلى القرية في أواخر آذار\ مارس 1948\ وخطف خمسة من زعمائها، نزوح سكان المنطقة الساحلية المحيطة، وبما فيهم سكان قرية الجريشة.

## القرية اليوم
حجبت الطرق العامة ومنازل الضواحي الموقع كله. لا مستعمرات إسرائيلية على أراضي القرية الا إن رمات غان التي أنشئت في سنة 1921 قريبة جدا، من جهة الجنوب الغربي. وقد استخدمت الأرض للبناء المديني الإسرائيلي.
جريشة كان قرية عربية الفلسطينية ويقع على بعد 200 متر من تل جريشة.

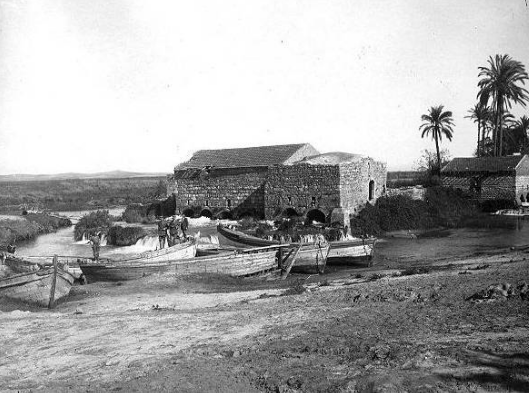
طاحونة في جريشة، في عام 1917

## وصلات خارجية
جرِيشة ترحب بكم